# Баркановская
Баркановская — деревня в Вожегодском районе Вологодской области.
Входит в состав Бекетовского сельского поселения, с точки зрения административно-территориального деления — в Бекетовский сельсовет.
Расстояние по автодороге до районного центра Вожеги — 70 км, до центра муниципального образования Бекетовской — 18 км. Ближайшие населённые пункты — Семёновская, Мигуевская, Вершина.
По переписи 2002 года население — 10 человек.